# Justo Zapater y Jareño
Justo Zapater y Jareño (Teruel, primera mitad del siglo XIX-Madrid, 29 de octubre de 1893) fue un literato, periodista y dibujante español.

## Biografía
Desde muy joven empezó á colaborar en varios periódicos y revistas, especialmente en La Voluntad, que se publicaba en Teruel en 1858. Más tarde se trasladó a Madrid, donde continuó colaborando con distintas publicaciones como La Discusión.
En fecha sin determinar contrajo matrimonio con Emilia Pintó, que falleció en 1868.
Su carácter, algún tanto excéntrico é independiente, le hacía separarse a menudo del común sentir de otros escritores en determinados asuntos, lo que le ocasionó no pocas desazones y disgustos. Según su amigo Domingo Gascón y Guimbao llevó una vida bohemia y falleció en la miseria.

### Donación de un ejemplar delQuijotea la Biblioteca Nacional
En 1864 Zapater donó a la Biblioteca Nacional un ejemplar de la edición príncipe del Quijote, que había adquirido ex profeso al reconocer el parecido de los tipos y adornos del tomo donado con la edición facsímil que realizó Francisco López Fabra del ejemplar conservado en la Real Academia Española.  Este donativo, junto con el Cantar del Cid, es el más importante recibido por la Biblioteca Nacional.

## Obra
Realizó numerosos dibujos a pluma y a lápiz de los que se grabaron y publicaron en varias revistas. 
Colaboró activamente en varias publicaciones periódicas y escribió:
- Manual de litografía, (1878) en colaboración con José García Alcaraz, editado de nuevo en 1882 con el título  Manual de fotolitografía y fotograbado en hueco y en relieve. En 1999 se realizó una edición facsímil de esta obra.
- Memoria presentada al Superior Protectorado de la Beneficencia particular, para motivar el proyecto de reforma del tit. 206, cap. IV de la Instrucción de 27 de abril de 1872 (Madrid, 1894), esc rita con la pretensión de solucionar un problema de herencia;
- Los amantes de Teruel. Proceso de unas momias, manuscrito en folio, con abundantes dibujos y portada propios del autor, que se conservaba en ma biblioteca turolense de Gascón y Guimbao y que posteriormente pasó a la biblioteca de la Diputación de Teruel.